# N433 (België)
De N433 is een Belgische gewestweg die Lokeren met Moerbeke en de E34 verbindt. De gewestweg kan worden beschouwd als een verlenging van de N47, die oorspronkelijk was bedoeld om doorgetrokken te worden tot aan de E34. Dit plan is echter nooit daadwerkelijk uitgevoerd, en de taak werd overgedragen aan de N433. Deze weg werd gevormd door lokale verbindingswegen te verbreden en recht te trekken.

## Traject
De N433 splitst zich af van de N70 bij het gehucht Puttenen en de wijk Heirbrug in Lokeren. De gewestweg vervolgt haar weg naar het noorden, passeert Eksaarde en steekt de Moervaart over via de Dambrug om Moerbeke binnen te gaan. Vanuit Moerbeke gaat de N433 westwaarts door het centrum en vervolgens weer naar het noorden langs de locatie van het voormalige station van Moerbeke. De N433 eindigt bij de Kruisstraat, waar het samenvoegt met de E34.

## Plaatsen langs de N433
- Lokeren, Heirbrug
- Eksaarde
- Moerbeke
- Kruisstraat